# Procuratiehouder
Een procuratiehouder is iemand, die gevolmachtigd is om een onderneming te vertegenwoordigen en bevoegd is namens die onderneming handelingen te verrichten. Een procuratiehouder heeft vertegenwoordigingsbevoegdheid en kan bijvoorbeeld contracten aangaan. De directeur/eigenaar of bestuurder van een bedrijf is niet zelf procuratiehouder.

## Bevoegdheid
Een procuratiehouder beschikt over een verkregen procuratie, dat is een (doorlopende) volmacht tot vertegenwoordiging van een vennootschap door een ander dan de bestuurders. Procuratie geschiedt meestal bij bestuursbesluit. Een doorlopende volmacht kan worden ingeschreven in het handelsregister bij de Kamer van Koophandel. Deze bevoegdheid wordt verleend door het bestuur of de algemeen directeur van het bedrijf. 

## Soorten
Een procuratiehouder met dezelfde bevoegdheden als de algemeen directeur is algemeen procuratiehouder.
Er zijn ook houders van een beperkte procuratie,  bijvoorbeeld tot het aangaan van overeenkomsten en prijsafspraken.